# 佩德罗·加马罗
佩德罗·加马罗（西班牙語：Pedro Gamarro，1955年1月8日—2019年5月7日），生于馬奇克斯，委内瑞拉业余拳击手。
他曾代表委内瑞拉参加1976年夏季奥运会，获得了沉量级拳击比赛的银牌（在决赛中输给了东德选手约亨·巴赫费尔德）。